# Évasion
Pour les articles homonymes, voir Évasion (homonymie).

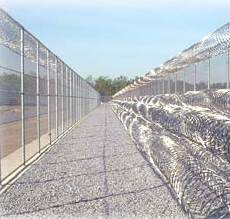
Grillage et barbelés d'une prison américaine

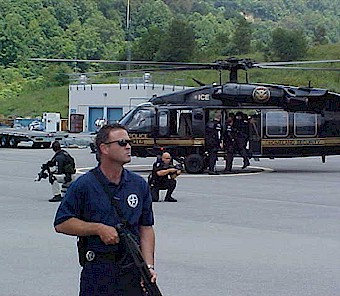
U.S. Marshal pendant une opération de transfert d'un prisonnier

Une évasion est le fait pour un prisonnier de s'échapper de la prison où il est détenu. Les moyens qu'il est susceptible d'utiliser pour y parvenir sont, par exemple :
- la force (violences et/ou destructions) ;
- l'intimidation et les menaces (armes) ;
- la pure improvisation (une chance créant un contexte favorable) ;
- la ruse (parfois purement psychologique) ;
- une certaine préparation (parfois longue, organisationnelle et technique) ;
- une aide extérieure ;
- des complicités intérieures (obtenues par menaces ou prévarication) ;
- l'usage de fausse décision de libération[1].

Dans le domaine financier et économique, on parle depuis les années 1980 environ d'« évasion fiscale ».

## Droit par pays

### Canada
En droit pénal canadien, les infractions relatives à l'évasion et la délivrance de prisonniers sont aux articles 144 à 149 du Code criminel.
Parmi les principales infractions, on peut relever le « bris de prison » (art. 144 C.cr.), la « personne qui s’évade qui est en liberté sans excuse » (art. 145 C.cr.) et « permettre ou faciliter une évasion » (art. 146 C.cr.).

### Pays européens de droit romano-civiliste
En France, l'évasion, définie dans le code pénal, fait partie du droit pénal spécial. L'évasion simple n'était pas réprimée avant la loi du 9 mars 2004. Depuis cette loi, l'évasion simple (commise sans violence, effraction ou corruption) est réprimée, par l'article 434-27 du code pénal, de trois ans de prison et 45 000 euros d'amende, la peine pouvant être aggravée si l'usage de la violence, d'armes, de produits incendiaires, toxiques, explosifs ou de corruption est avéré. La qualification pénale de l'évasion est large : elle inclut l'évasion lors d'une garde à vue, ou le fait de se soustraire à une mesure de surveillance électronique.
En France la tentative d'évasion constitue l'un des cas d'usage des armes à feu, en effet, un détenu qui tente de s'évader depuis l'établissement pénitentiaire peut être abattu afin de mettre un terme à la tentative. « 2° Lorsque, immédiatement après deux sommations adressées à haute voix, ils ne peuvent, autrement que par l'usage d'armes à feu, empêcher une tentative d'évasion depuis l'établissement pénitentiaire » article R227-2 du code pénitentiaire.
En Allemagne, en Autriche, en Belgique, aux Pays-Bas et en Suède, la théorie du droit considère qu'il est de la nature humaine de vouloir être libre et de vouloir s'évader. Dans ces pays, les prisonniers qui s'évadent ne sont pas punis d'une peine supplémentaire s'ils le font sans enfreindre d'autres lois (utilisation de la violence, d'armes, etc.).
Dans son Répertoire de jurisprudence, Guyot (1728-1816) écrivait, à l'entrée « prison » :
« Un prisonnier qui verroit la porte de la prison ouverte, & profiteroit de la négligence du geôlier pour recouvrer sa liberté, seroit trop excusable d'avoir suivi le premier mouvement de la nature, pour devoir être puni ; mais si, retenu pour crime, il corrompoit le geôlier, & parvenoit à la déterminer à se sauver avec lui, dans le cas où ils viendroient à être repris, tous deux courroient le risque d'être punis de mort. »
Selon les données disponibles, le taux d'évasions était, en 2021 : Luxembourg (460,3 pour 10000 détenus), Finlande (273,8), Pays-Bas (249,6), Suisse (185,4), Suède (182,6), Danemark (114,2), France (107,4), Croatie (87,1), Irlande (60), Allemagne (44,1), etc.

### Mexique
Le Mexique, par exemple, ne pénalise pas l'évasion en tant que telle depuis les années 1930 : le droit mexicain reconnait en effet l'aspiration à toute personne pour la liberté. De même, la loi y reconnait le droit de s'enfuir de la police pour éviter une arrestation[réf. à confirmer]. Toutefois, si l'évasion elle-même n'est pas un crime, le fait d'utiliser de la violence ou de la corruption pour s'évader est réprimé. De plus, les gardes de prison ont le droit de tirer à vue et de tuer toute personne tentant de s'évader[réf. à confirmer].
Au Mexique, la théorie du droit considère qu'il est de la nature humaine de vouloir être libre et de vouloir s'évader.

## Faits divers
De récents faits divers ont fait état, en France, d'évasions spectaculaires, où la technologie moderne remplace, par exemple, les « classiques » draps noués descendus le long de la muraille d'enceinte, les traditionnels coups de scie entamant l'acier des barreaux, et les rocambolesques percements de murs et de souterrains : il s'agit de l'usage des téléphones mobiles et de survol d'établissements pénitentiaires par hélicoptère (pilote pris en otage, ou — plus « intéressant » — petite amie d'un délinquant ayant pris elle-même pendant de longs mois des cours de pilotage). C'est ainsi que dans les investissements prévus par les autorités s'ajoutent aux équipements (tels que tessons de bouteilles fixés dans le ciment de la partie supérieure des murs d'enceinte, miradors, portes sécurisées électroniquement, caméras vidéo, etc.) les filets anti-hélicoptère couvrant les cours de prison par un maillage résistant et suffisamment serré pour empêcher tout hélitreuillage.
L'évasion peut être annoncée par le prisonnier et/ou particulièrement crainte par les gardiens, dans le cas d'opposant politique, d'ennemi ou d'ennemi public numéro 1. Elle peut être :
- solitaire ;
- individuelle dans sa première phase et plus collective par des enchaînements de circonstances ;
- le fait, dès le début, de tout un groupe.

## Évasions renommées
(avril 2009).
Si vous disposez d'ouvrages ou d'articles de référence ou si vous connaissez des sites web de qualité traitant du thème abordé ici, merci de compléter l'article en donnant les références utiles à sa vérifiabilité et en les liant à la section « Notes et références ».
- 1414 : Évasion de la Tour de Londres de Sir John Oldcastle, personnage historique qui inspira partiellement Shakespeare pour son Falstaff.
- Latude à plusieurs reprises :
  - 1750 : du donjon de Vincennes ;
  - 1755 : de la Bastille ;
  - 1765 : de la Bastille.
- février 1815 : Napoléon Bonaparte depuis l'Île d'Elbe, lors des Cent-Jours (si tant est que l'on considère l'île en question comme une prison).
- 25 mai 1846 : Napoléon III, du Château de Ham, dans la Somme.
- 19 mars 1874 : Henri Rochefort, Paschal Grousset, Olivier Pain, Charles Bastien, Achille Ballière et François Jourde, du bagne de Nouméa, en Nouvelle-Calédonie.
- 1934 : Raymond Hamilton, l'un des compagnons de Clyde Barrow et Bonnie Parker[14],[15] qui fut repris puis exécuté sur la chaise électrique.
- 20 mai 1915 : Au cours d'une révolte, plusieurs jeunes délinquants s'échappent de la Prison de Bastøy.
- Août 1934 : 55 jeunes détenus d'une maison de correction à Belle-Île-en-Mer s'évadent. Commence alors une chasse à l'enfant sur toute l'île qui sera à l'origine de la légende noire d'un bagne d'enfant.
- (1941-1944) : 34 prisonniers réussissent à s'échapper du Château de Colditz.
- 18 février 1944 : Opération Jéricho, bombardement de la prison d'Amiens par les Alliés pour tenter de libérer des Résistants ou opération tenant à cacher le débarquement imminent en Normandie[16],[17],[18].
- 1953 : Évasion d'Albertine Sarrazin de la prison Le bon pasteur à Marseille.
- 19 avril 1957 : Nouvelle évasion d'Albertine Sarrazin, cette fois de la prison-école de Doullens dans la Somme.
- 11 juin 1962 : Evasion d'Alcatraz, Frank Morris et les frères Clarence Anglin et John Anglin prennent la fuite à bord d'un radeau de fortune après avoir creusé le mur de leur cellule.
- Jacques Mesrine à plusieurs reprises : 
  - 17 août 1969 : repris le lendemain ;
  - 21 août 1972 : jamais repris ;
  - 3 septembre 1972 : tentative d'évasion de complices/amis échouée.
- 10 mars 1977 : Évasion d'Albert Spaggiari (cerveau du « Casse du siècle » de Nice en 1976), de la prison de Nice.
- Décembre 1979 : en Afrique du Sud, Tim Jenkin réussit à s'enfuir de la prison de Pretoria avec deux autres détenus grâce à des copies de plusieurs clés que Jenkin a fabriquées.
- 27 février 1981 à 10 h 50, la « grande évasion » : première évasion mondiale en hélicoptère et double évasion en hélicoptère depuis une prison française, celle de Fleury-Mérogis (Essonne). Grâce à Serge Coutel, Gérard Dupré et Daniel Beaumont louent un hélicoptère dont le pilote, Claude Fourcade, est pris en otage alors qu'il pensait transporter de Paris à Orléans des hommes d'affaires.
- 25 septembre 1983 : en Irlande du Nord, 36 prisonniers de l'Armée républicaine irlandaise se sont évadés d'un complexe militaire britannique, le Maze, près de Belfast. Ce fut la plus grande évasion en Europe depuis la Seconde Guerre mondiale et elle s'est déroulée dans la prison la plus fortifiée de l'Europe à l’époque.
- 1998 : évasion de Martin Gurule du quartier des condamnés à mort dans la prison d'Ellis, à Huntsville (Texas) (alias « Prison City »)[14],[15]. Martin Gurule fut retrouvé mort dans une rivière quelques jours plus tard[14].
- Pascal Payet, évadé à trois reprises des prisons françaises par hélicoptère :
  - 12 octobre 2001[19] : repris le 18 octobre.
- 12 mars 2003 : Antonio Ferrara s'évade de la prison de Fresnes à l'aide d'explosifs et de lance-roquettes[20].
  - 14 avril 2003 : organise l'évasion d'un ami, repris tous les deux en mai.
  - 14 juillet 2007 : repris le 21 septembre 2007.
- 19 août 2006 : 28 détenus s'évadent de la prison de Termonde (Belgique).
- 13 juin 2008 : Près d'un millier de prisonniers, dont plusieurs centaines de talibans, se sont évadées de la prison de Kandahar, en Afghanistan, après une attaque armée très violente sur l'établissement.
- 13 avril 2013 : Rédoine Faid s'évade de la maison d'arrêt de Lille-Sequedin (Nord) à l'aide d'explosifs et après avoir pris quatre personnes en otage[21].
- 12 juillet 2015 : Joaquín Guzmán, dit « El Chapo » s’évade de la prison de haute sécurité d’Altiplano[22].
- 24 octobre 2015 : deux pilotes d'avion, condamnés à 20 ans de prison par la justice de la République dominicaine pour trafic de drogue dans le cadre de l'affaire Air Cocaïne, échappent à la surveillance de leur résidence surveillée en attente de l'appel et rejoignent la France avec l'aide du député européen Aymeric Chauprade et d'un criminologue.
- 1er juillet 2018 : Rédoine Faid, s'évade pour la seconde fois en hélicoptère Alouette du centre pénitentiaire du sud-francilien à Réau en Seine-et-Marne[23].
- 25 février 2021 : Évasion de la Croix-des-Bouquets en Haïti. 400 prisonniers s'évadent[24].
- 14 mai 2024: Évasion de Mohamed Amra suivant l'assassinat de 2 agents pénitentiaire[25],[26].

## Représentations culturelles

### Cinéma
- Le Joueur d'échecs (film, 1927) de Raymond Bernard : Caché dans un automate, un polonais veut fuir l'occupation russe.
- Les Chasses du comte Zaroff : (1932) évasion du repaire d'un psychopathe.
- La Grande Illusion (1937), de Jean Renoir, avec Jean Gabin et Marcel Dalio dans les rôles des deux évadés.
- Le Cheval de bois en 1950 de Jack Lee adapte le récit éponyme autobiographique d'Eric Williams, prisonnier dans un Stalag.
- Les Évadés de Jean-Paul Le Chanois nous fait suivre des prisonniers français qui arrivent à sortir d'Allemagne par la Mer Baltique.
- Un condamné à mort s'est échappé (1956) de Robert Bresson détaille les préparatifs et l'évasion du lieutenant Fontaine emprisonné au Fort de Montluc à Lyon.
- La Vache et le Prisonnier d'Henri Verneuil en 1959, raconte à partir d'un récit de Jacques Antoine basé sur des faits authentiques, comment monsieur Bailly put s'échapper d'Allemagne en compagnie de Marguerite, une vache.
- Le Trou (1960), de Jacques Becker
- La Grande Évasion (1963)
- Le Caporal épinglé de Jean Renoir reprend en 1962 le livre de récits d'évasions de Jacques Perret (écrivain).
- Les Damnés (1963), film de Joseph Losey avec Oliver Reed, montrant la tentative des « enfants radio-actifs », objet d'expériences… médico-pédago-militaires.
- Et pour quelques dollars de plus (1965), avec Clint Eastwood et Gian Maria Volontè dans le rôle du hors-la-loi évadé
- La Poursuite impitoyable (1966), avec Marlon Brando et Robert Redford
- Luke la main froide (1967), avec Paul Newman
- L'Astragale (1969), avec Marlène Jobert
- Papillon (1973), avec Steve McQueen et Dustin Hoffman
- Vol au-dessus d'un nid de coucou (1975), roman de Ken Kesey, adapté au cinéma par Miloš Forman, avec Jack Nicholson : évasion temporaire d'un hôpital psychiatrique
- Midnight Express, (1978), d'Alan Parker, basé sur l'histoire de William Hayes
- L'Évadé d'Alcatraz (1979), avec Clint Eastwood
- La Nuit de l'évasion (1981), de Delbert Mann. Tiré de l'histoire vraie des familles Wetzel et Strelzyk, qui ont fui la République démocratique allemande, en 1978, à bord d'une montgolfière.
- Nous ne sommes pas des anges (1990) Neil Jordan
- Le Fugitif (1993)
- Les Évadés (1994), avec Morgan Freeman et Tim Robbins
- Un monde parfait (1995), avec Clint Eastwood et Kevin Costner
- Divers « opus » de James Bond 007
- King Kong, la « bête » (très grand singe, devenu mythique depuis le film original) qui s'échappe en créant catastrophe sur catastrophe pour rejoindre la « belle » humaine, dont il est tombé amoureux.
- L'Instinct de mort et L'Ennemi public n°1, (2008) avec Vincent Cassel dans le rôle de Jacques Mesrine. Les films montrent plusieurs évasions du plus célèbre criminel de France.
- I Love You Phillip Morris, (2009) avec Jim Carrey, d'après l'histoire de vraie de Steven Jay Russell
- Les Chemins de la liberté, (2010), de Peter Weir
- Évasion (2013), réalisé par Mikael Håfström, avec Sylvester Stallone et Arnold Schwarzenegger ;
- Les Évadés de Prétoria (2020), , réalisé par Francis Annan, avec Daniel Radcliffe et Daniel Webber.

### Télévision
- Le Prisonnier
- Papa Schultz
- Prison Break (série télévisée)

### Livres
- 1845 : Le Comte de Monte-Cristo d'Alexandre Dumas
- 1944 : Mes évasions de Serge Rousseau.
- 1946 : Mes évasions de Henri Giraud (militaire).
- 1947 : Le caporal épinglé de Jacques Perret.
- 1949 : Le cheval de bois d'Eric Williams
- 1969 : Papillon de Henri Charrière

### Musique
- Jailbreak, chanson d'AC/DC
- Je suis un évadé, chanson de Nuclear Device reprise par Ludwig von 88
- Le Gorille, chanson de Georges Brassens : le primate s'échappe de sa cage et « emmène un juge dans un maquis ».

### Manga
- Stone Ocean, sixième partie de la saga JoJo's Bizarre Adventure de Hirohiko Araki : les héros parviennent à quitter leur pénitencier en Floride.